# Spragueia velata
Spragueia velata là một loài bướm đêm trong họ Noctuidae.